# Marrese Crump

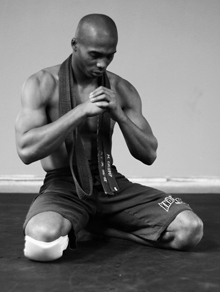
Marrese Crump 2009

Marrese Crump (* 4. Januar 1982 in Lakeland, Florida) ist ein US-amerikanischer Kampfsportler und Schauspieler. Seine erste größere Rolle hatte er im Film Wrong Side of Town zusammen mit Rob Van Dam, Dave Batista und Ja Rule.
Crump begann eine Filmkarriere wegen seiner Erfahrung in den verschiedensten Kampfkünsten. Er kann so auch als Choreograf für Kampfszenen agieren. Zudem ist er der persönliche Trainer von Dave Batista.

## Leben
Marrese Crump verbrachte seine Jugend in Progress Village, einem Stadtteil von Tampa, Florida. Von früher Kindheit an betätigte er sich in verschiedenen Sportarten wie Basketball, American Football und Leichtathletik. Mit sieben Jahren begann er Kampfsport zu erlernen. Zunächst ahmte er Bewegungen aus Bruce-Lee-Filmen nach, bis er von Kim-Jae in verschiedenen Techniken ausgebildet wurde. Crump erlernte während der folgenden Zeit verschiedene Stile in allen Teilen der Welt und hat heute Kenntnisse in Karate, Muay Thai, chinesischer Kampfkunst, Capoeira, Boxen, Filipino Martial Arts, Taekwondo und Ninjutsu. Ein Buch seiner Reisen wurde 2009 unter dem Titel The Warrior’s Journal herausgebracht. Das Buch wurde von Mark Cody verfasst, Marrese Crump tritt als Koautor auf.
Sein erstes Dojo eröffnete er mit 18 Jahren in Tampa. Es bestand bis 2005. Anschließend versuchte Crump als Schauspieler Fuß zu fassen. Seine erste größere Rolle hatte er im Film Wrong Side of Town, bei dem er auch die Kämpfe choreografierte.
Crump gründete zusammen mit Anesti Vega das Soziale Netzwerk Crumpdojo.com, dessen Community sich aus Kampfsportlern und Fans zusammensetzt.

## Filmografie
- 2007: G.I. Joe: Battle for the Serpent Stone (Kurzfilm)
- 2010: Wrong Side of Town
- 2013: Return of the Warrior (Tom Yum Goong 2)
- 2016: Sultan
- 2020: Welcome to Sudden Death
- 2020: Jiu Jitsu